# Jean-Antoine Leclerc de Milfort
Pour les articles homonymes, voir Milfort.
Jean-Antoine Leclerc de Milfort dit Milfort-Tastanegy est né le 2 février 1752 à Thin-le-Moutier, dans les Ardennes et mort le 17 juillet 1821 à Villevallier dans l'Yonne. Militaire français, puis aventurier, il devient grand chef de guerre de la nation indienne des Creeks, et revenu en France, est fait général par Bonaparte.

## Enfance et début de carrière militaire
Celui qui s'appelle encore Jean-Antoine Leclerc ou Le Clerc s'engage à douze ans comme enfant de troupe dans le régiment d'Infanterie de Lorraine. Il est possible qu'il ait combattu en Corse.
En 1775, à 23 ans, il quitte la France, s'embarquant sur un bateau, à Dunkerque où il est en garnison, pour la Norvège. Ce départ serait dû à un duel dans lequel il aurait tué un employé du Roi.
Arrivé à Bergen, il avise un autre bateau partant pour les Amériques et décide d'embarquer à nouveau, pour cette destination.

## Aventure américaine avec la nation indienne des Creeks

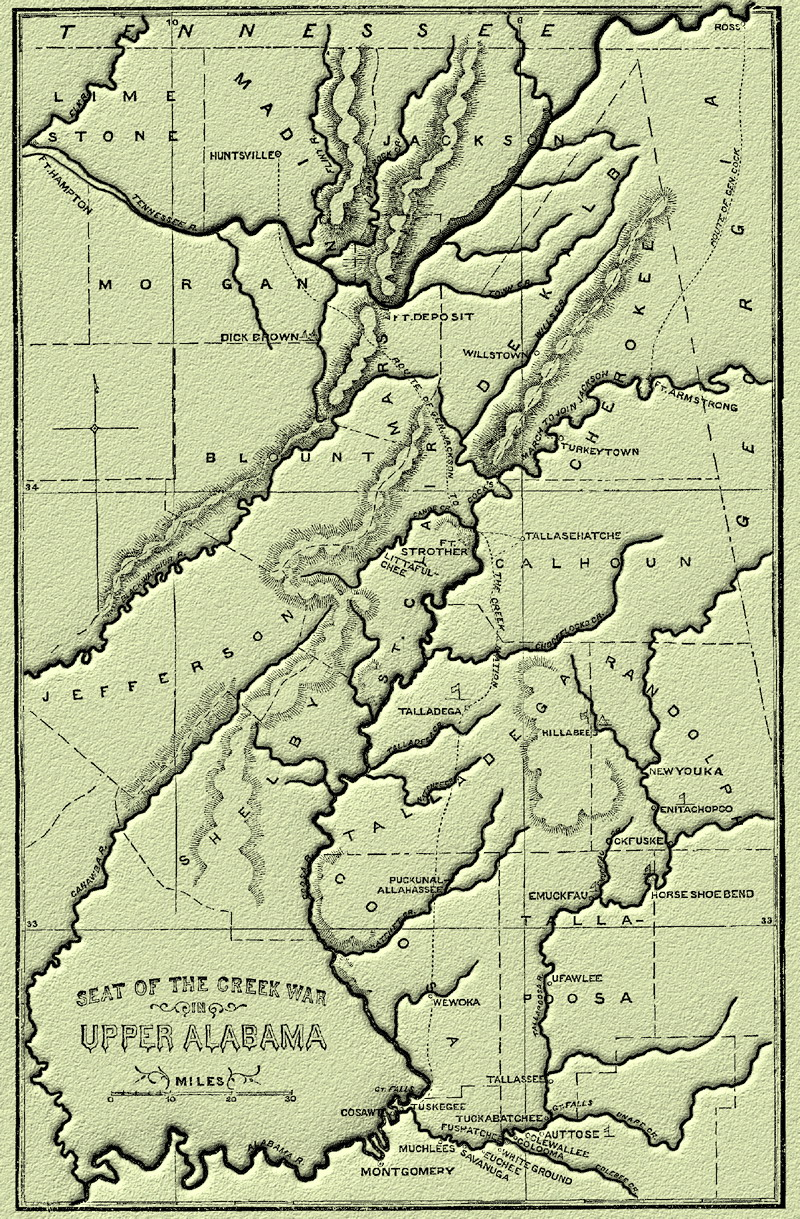
Territoire des Creeks.

Arrivé à New London, il se rend à Boston. Leclerc devient Lewis Milfort, pseudonyme à consonance anglo-saxonne. Il séjourne à New York, Philadelphie, Baltimore, d'où il s'embarque pour la Virginie d'où il gagne la Géorgie. Il est très vite en butte avec des colons américains.
Parti de France depuis dix-sept mois, il s'introduit en 1776 au sein de la nation indienne des Creeks, à l'est du Mississippi (l'Alabama aujourd'hui), apprenant leur langue, adoptant leurs coutumes. Il rencontre parmi le peuple Creek plusieurs blancs ou métis, dont Alexander McGillivray, fils d'un Écossais et d'une métisse, elle-même fruit des amours entre un Français et une Indienne Creek. Chez les Creeks, c'est l'ascendance maternelle qui était déterminante. 
Leclerc-Milfort se lie d'amitié avec Alexander McGillivray qui est devenu un des chefs amérindiens.
En 1778, Leclerc-Milfort épouse Jeannett McGillivray, la sœur d'Alexander, dont il a deux enfants, Alexander et Polly. Ce mariage est précédé d'un assaut par quatre jeunes femmes creeks, raconté avec humour dans son Mémoire, qui s'assurent qu'un guerrier français vaut bien un guerrier creek….
En 1780, il est nommé Tastageny ce qui signifie grand guerrier pour sa combattivité, ses méthodes de guerre et ses subtilités tactiques, ayant participé à quelques guerres tribales.
La guerre d'indépendance des États-Unis est alors en cours. Alexander McGillivray épouse la cause des Britanniques, considérant les colons comme des voleurs de terres, et entraîne les tribus amérindiennes dans des opérations — limitées — contre les Américains. Leclerc-Milfort a plaidé pour une position de neutralité des Amérindiens, mais n'a pas été suivi. Il préfère s'éloigner et voyager dans les territoires détenus par les Creeks, plutôt que de combattre les colons qu'il sait alliés aux Français. À la tête d'une bande de 200 guerriers creeks, Leclerc-Milfort vit quelque temps dans les grottes où l'histoire de la tribu aurait commencé, au-dessus de la rivière Rouge.
En 1784, il revient auprès d'Alexander McGillivray et participe aux négociations avec les Espagnols qui les courtisent. La position du peuple Creek est devenu très forte. Leclerc-Milfort prend son neveu William Weatherford « sous son aile », selon la tradition tribale. Ce William deviendra aussi un chef de guerre sous le nom de Hopnicafutsahia, Celui qui dit vrai, mais il sera plus souvent nommé Lamochattee, Aigle Rouge, par les Creeks.
Six ans plus tard, après plusieurs tentatives de conciliation, le gouvernement américain se rapproche à son tour d'Alexander McGillivray et signe avec lui le traité de New York en août 1790, contraire au traité entre les Creeks et les Espagnols de 1784. Ce traité est très contesté par le peuple Creek et par Leclerc-Milfort dit Tastageny, même si celui-ci s'emploie à calmer les esprits. Finalement, une nouvelle convention est signée avec les Espagnols en juillet 1792, qui constitue de fait une répudiation du traité de New York.

## Retour en France
Ayant appris les changements en France à la suite de la Révolution, Leclerc-Milfort dit Tastageny y revient après la mort de sa première épouse, laissant ses enfants au sein de sa nation adoptive. Il offre ses services à la République et en particulier se propose d'organiser une armée des Creeks, alliée des Français, qui participerait à la protection de la colonie française en Louisiane. Leclerc intéresse le Directoire et est reçu par Charles Delacroix, Ministre des Affaires Étrangères.
Il est promu général de brigade le 19 avril 1796 (avec un brevet au nom de François (?) Tastanegy) et est prié de rester en France : on craint sans doute qu'il aille proposer ses services ailleurs.
Les années passent. Talleyrand, lui-même de retour des États-Unis où il s'était réfugié, succède à Charles Delacroix au ministère des Affaires Étrangères. Le Consulat succède au Directoire. Le Premier Consul Bonaparte est intéressé pour constituer réellement un empire colonial dans le golfe du Mexique. Une expédition se prépare à Flessingue, comprenant douze navires de charge encadrés de navires de guerre. Une autre est déclenchée pour venir à bout des révoltes des Noirs à Saint-Domingue. Mais l'échec de cette dernière expédition, et l'opposition conjointe de l'Angleterre et des États-Unis décident le Premier Consul à abandonner ses projets en Amérique.
Leclerc-Milfort tente de relancer les idées qui lui sont chères auprès de Bonaparte et de l'opinion publique. Il publie un ouvrage sur ses années passées, sous le nom de Milfort-Tastageny. C'est le Mémoire, ou coup d’œil rapide sur mes différents voyages et mon séjour dans la nation Creecks et général de brigade au service de la République Française, un récit étonnant et unique. La première partie de l'ouvrage décrit son périple en terre américaine, et le contexte politique entre colons américains, Espagnols, Anglais et tribus amérindiennes. La deuxième partie décrit les mœurs des différents peuples côtoyés, et notamment des colons, des Creeks bien sûr, et des Choctaws.
Il réagit également à un article dans la Gazette de France qui évoque les vues américaines sur La Nouvelle-Orléans en parlant de cette région de façon condescendante, « un morceau de terre à peu près inutile et insignifiant », et répond en argumentant sur l'intérêt économique et politique de ce territoire.
Mais rien n'y fait. La conviction de Bonaparte est faite et la vente de la Louisiane le 3 mai 1803, clôt définitivement le dossier. Leclerc-Milfort doit renoncer : ses projets en Amérique n'intéressent plus. À défaut, il tente d'obtenir du Consul un commandement effectif sur le vieux continent. Sans succès.
Le 12 mai 1803, il est mis en demi-solde, ce qui ne l'empêche pas de multiplier les demandes de réintégration en service actif. Puis en 1810, il est placé à la retraite, avec une solde non négligeable, mais sans avoir commandé en Europe. Il est vrai que sa promotion dans l'armée française, passant de simple soldat au grade de général de brigade, avait été un déni spectaculaire aux règles usuelles sur l'avancement…

## Fin de vie et derniers combats
Il se remarie et a un nouvel enfant, François, de cette deuxième épouse.
Il s'installe à Mézières puis à partir de juin 1813 à Chestres, près de Vouziers, dans une maison au centre de ce bourg. Sait-il qu'en Amérique, La guerre Creek de 1813-1814, également connue sous le nom de guerre des Red Sticks, va se traduire par un affaiblissement considérable des tribus amérindiennes, consigné dans le traité de Fort Jackson, qui impose au peuple Creek la cession aux États-Unis de plus de moitié de leurs possessions territoriales héréditaires.
En 1814, lors de la campagne de France, Leclerc-Milfort fait de sa maison une petite forteresse. Aidé par son épouse et sa servante qui chargent les fusils, il échange des coups de feu avec des uhlans commandés par le baron Ludwig Adolf Wilhelm von Lützow qui pensent prendre un peu de repos dans ce site et sur une position avantageuse. La légende veut qu'il ait tué une douzaine d'hommes. Les Prussiens préfèrent lever le camp devant ce fou furieux.
Le 18 juin 1815, la bataille de Waterloo est suivie d'une nouvelle invasion du territoire français. Leclerc-Milfort dirige une compagnie de corps francs. Elle est basée à Mézières et comprend 89 hommes dont 44 forestiers. Un de ses officiers, le chef de bataillon Drevet est blessé le 25 juin 1815, près de Rethel.
En 1817, sa seconde épouse le quitte, gardant leur fils avec elle. Elle regagne Charleville et s'y installe comme couturière. Quelques années plus tard, l'activité de couturière ne suffisant peut-être pas à couvrir ses besoins, Madame Milfort se proclame guérisseuse. Elle parvient à se créer une réputation dans la ville et le département. Elle attire du monde, beaucoup de monde, au 57 de la promenade des Allées, et prétend résoudre toutes les maladies ou infirmités, avec des prières à réciter pendant neuf jours en renonçant à tout autre remède. Il est bien certain que tous ne guérissent pas. Mais Madame a la réponse : "vous n'avez pas respecté la neuvaine à la lettre".
Lui va s'installer à Villevallier où il vit seul, avec un domestique. Après une vie extraordinaire, il meurt dans son lit en 1821.

## Publication
- Mémoire, ou coup d'œil rapide sur mes différents voyages et mon séjour dans la nation Creck et général de brigade au service de la République Française, 1802, imprimerie Giguet et Michaud, Paris.

L'ouvrage de Jean Antoine Leclerc-Milfort a été republié en 1994 aux Éditions France-Empire, sous le titre Chef de guerre chez les Creeks, avec une introduction de Christian Buchet. Cette édition comprend également l'article du général Milfort dans la Gazette de France le 10 thermidor an X, et l'article publié dans Le Publiciste le 9 vendémiaire an XI.